# 伊藤繁雄
伊藤繁雄（日语：／ Itō Shigeo，1945年1月21日—），山口县周南市出身，日本男子乒乓球运动员，毕业于专修大学。他曾获得2枚世界乒乓球锦标赛金牌，2枚银牌和4枚铜牌。